# Phoenix (Illinois)
Pour les articles homonymes, voir Phoenix.
Phoenix est un village situé dans le comté de Cook, en proche banlieue de Chicago, dans l'État de l'Illinois aux États-Unis.